# 中国方言
中国方言（ちゅうごくほうげん）は、山口県・島根県西部（石見）・広島県・岡山県・鳥取県東中部（因幡・伯耆東部）・兵庫県北部（但馬）・京都府北部（丹後西部）で話される日本語の方言の総称。西日本方言に属する。島根県東部と鳥取県西部の方言は雲伯方言とされ、音韻体系が大きく異なることから中国方言には含まない。

## 下位分類

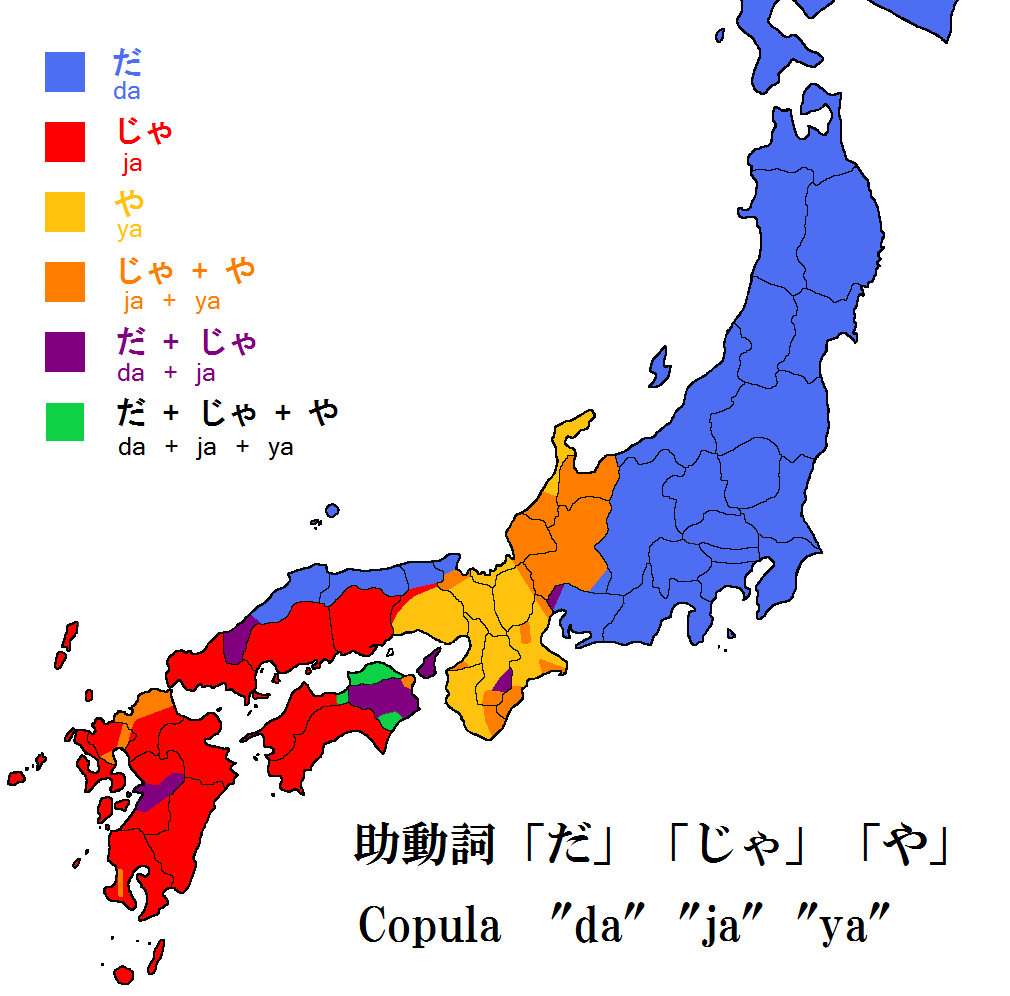
断定の助動詞「だ」「じゃ」「や」の分布。山陽は「じゃ」、山陰は「だ」を用いる。

中国方言は、大きく山陰と山陽に分けることができる。東山陰方言は雲伯方言と共通する要素がみられる。
- 東山陰方言（山陰方言の一）
  - 丹後弁　
  - 但馬弁
  - 因州弁（鳥取弁）
  - 倉吉弁
- 山陽方言
  - 東山陽方言（吉備方言）
    - 岡山弁
      - 備前弁
      - 備中弁
      - 美作弁

    - 備後弁
      - 福山弁

  - 西中国方言
    - 広島弁（安芸弁）
    - 山口弁
    - 石見弁

## 発音
アクセント
アクセントはほとんどの地域で東京式アクセントを用いる。
連母音の融合
連母音の融合が盛んである。たとえば「アイ」という連母音は地域によって「エァー[æː]」「アー」「エー」「ャー」などに変化する（例：赤い→アケァー、アカー、アケー、アキャー）。「を」「は」などの助詞も前の母音と融合して、「手紙を」は「テガミュー」「テガミョー」、「酒を」は「サキョー」、「酒は」は「サキャー」などに変化する。
ガ行音
ガ行鼻濁音は用いず、破裂音[g]で発音する。
山陰の「アウ」連母音
兵庫県の但馬北部から鳥取県にかけてでは、「アウ」連母音に由来する開音が「アー」に変化して残っている。この現象は雲伯方言とも共通しており、これらの地域では「行かむ」に由来する「いかう」は「いかー」、「であらむ」に由来する「であらう」は「だらー」になっている。そのほかの地域では開音はオーに変化したため、「いこー」、「じゃろー・だろー」になっている。

## 文法
「じゃ」「だ」「や」
断定の助動詞には、山陽で「じゃ」、山陰（石見含む）で「だ」を用いる。広島県北部や岡山県北部にも「だ」がみられる。山口県西部では「〜や」もみられる。
「よる」「とる」
九州・四国地方と同様、進行態と完了態の区別がある。動作が進行中であること（今〜している）には「〜よる」を使い、動作が完了した結果が残っていること（〜してしまっている）には「〜とる・ちょる」を使う。例えば共通語で「雨が降っている」と言う場合は、「雨が降りよる（今 雨が降っている）」と「雨が降っとる（雨が降った形跡がある）」を使い分ける。進行態は、地域によっては「降りょーる」のように発音される。完了態は「〜とる」の地域が広いが山口県では「〜ちょる」と言う。
「けえ」「けん」
九州・四国地方と同様、理由の接続助詞には「けえ」「けん」を用いる（京都府・兵庫県のほとんどは除く）。
活用語の音便
形容詞の連用形は、他の西日本方言と同様、「白うなる」のようにウ音便を用いる。
ア行（ワ行）五段動詞の連用形は、東山陽・西中国方言では、他の西日本方言と同様に「洗うた」のようにウ音便を用いる。東山陰方言では「洗った」のように促音便を用いる（雲伯方言も同様）。山陰でも「買う」「会う」など数語はウ音便も使うが、「アウ→アー」の変化のある地域では「買あた」「会あた」のような形を用いる。
サ行五段動詞の連用形は「出した→出いた」のようにイ音便が起こる。
打ち消し
他の西日本方言と同じく、動詞の打ち消しは「行かん」「食べん」のような「〜ん」を用いる。
不可能
近畿・四国・北部九州と同様に「よう 〜せん（〜することが出来ない）」と言う場合、単に「出来ない」ではなく、「能力的に不可能である」とする表現として用いる。例えば「よう泳がん」と言えば｢カナヅチであるために泳ぐ能力がない｣の意となるが、「泳げん、泳がれん」と言えば「水温が冷たい・波が高い等の泳げる環境にない」場合の言い方となり、区別して用いる。
意志形
未然形に「う」の付いた意志形は、意志・勧誘だけでなく推量も表す。例えば「書くだろう」の意味で「書こう」、「高いだろう」の意味で「高かろう」と言うことがある。その活用形は、上一段動詞は「おきゅう」（起きよう）のような「〜ュー」形または「おきょお」のような「〜ョー」形を用いる。下一段動詞は「あきょお」（開けよう）のような「〜ョー」形を用いる。五段型動詞・助動詞では、山陰の鳥取県・但馬北部では「いかあ」（行こう）、「たかからあ」（高いだろう）のように「〜アー」形を用いる。
仮定
仮定形は、「行きゃー/行きゃ」「食べりゃー/食べりゃ」のような形を用いる。
形容動詞
形容動詞の終止形に「静かな」のような連体形と同じ形を用いる。（例）「今日は静かな」（＝静かだ）、「昨日は静かなかった/静かなった」（＝静かだった）
動詞
中国方言では、いわゆる「ら抜き言葉」「れ足す言葉」が話される例が散見され、東海地方や他の中国・四国地方と同様に、昨今 日本語の乱れとして取り沙汰されるよりも以前から常用されていたとされる。「れ足す」は、日本語の文法上、本来「れ」を挿入する必要が無い五段活用動詞の可能動詞に「れ」を足して言うというものである。中でも、否定表現において顕著である。一方で、可能動詞の無い動詞（上一段活用・下一段活用・カ行変格活用）には、日本語の文法上、本来は可能の助動詞「られる」を付けるべきところを、「ら抜き」にすることが多く、前者と合わせて、可能を表す表現を全て「れる」で言おうとする傾向がある。具体的には、音の上では同じ「かける」という語で比較すると、「書く」の可能動詞は「書ける」であるが、これを「書けれる」（この場合「れ」は不要）と言い、可能動詞の無い「掛ける」についても「掛けれる」（この場合「ら」が必要）と言う、といったものである。否定の場合は、日本語の文法上、それぞれ「書けない」「掛けられない」となり、口語としては「書けん」「掛けられん」になるはずであるが、これが「書けれん」（＝れ足す）、「掛けれん」（＝ら抜き）になる、というものである。

## 語彙
近畿・四国・九州地方と同様、「借る」「飽く」「足る」などの動詞を四段・五段活用のまま用いる（ただし「借る」は、山陰では一段活用の「かれる」「かりる」）。
近畿・四国・九州地方と共通する語彙には、「ねぶる（舐める）」「こける（転ぶ）」「いらう・いろう（触れる、触る、いじる）」「まどう（弁償する）」「ひらう（拾う）」「おう（おんぶする）」等の動詞、「こそばいい、こそばゆい（くすぐったい）」「えらい（疲れた）」「あかい（明るい）」「からい（しおからい）」等の形容詞、「なんぼ（いくつ）」「ほおべた（頬）」「なすび（なす）」などの名詞がある。また、「多い」「遠い」「濃い」「酸い」は「おいい」「といい」「こいい」「すいい」と言う。四国・九州地方と共通するものに、「すてる（紛失する）」「こまい（小さい）」「かずむ・かざむ（においをかぐ）」などがある。中国方言独自のものには、「きいな（黄色い）」「きんかいも（じゃがいも）」などがある。
以上のように中国方言だけに見られる特徴というのものは少なく、他の西日本方言と共通する部分が多い。しかし山陰では他の西日本方言すべてと対立するような特徴もある。

## 中国地方の方言比較表
| 区画               | 山陽方言   | 山陽方言   | 山陰方言       | 山陰方言       |
| 区画               | 中国方言   | 中国方言   | 中国方言       | 雲伯方言       |
| 区画               | 東山陽方言 | 西中国方言 | 東山陰方言     | 雲伯方言       |
| ------------------ | ---------- | ---------- | -------------- | -------------- |
| 音韻体系           | 表日本式   | 表日本式   | 表日本式       | 裏日本式       |
| 断定助動詞         | じゃ       | じゃ       | だ             | だ             |
| ワ行五段動詞連用形 | ウ音便     | ウ音便     | 促音便、ア音便 | 促音便、ア音便 |
| 借りる             | カル       | カル       | カレル         | カリル         |